# Кістер (Погарський район)
Кістер (рос. Кистер) — село Погарського району Брянської області, Російська Федерація. Адміністративний центр Кістерського сільського поселення.
Населення становить 709 осіб (2010).

## Історія
За даними на 1859 рік у козацькому й власницькому селі Стародубського повіту Чернігівської губернії мешкало 2344 особи (1156 чоловічої статі та 1188 — жіночої), налічувалось 115 дворових господарства, існували 2 православні церкви й винокурний завод.
Станом на 1886 у колишньому державному й власницькому селі, центрі Кістерської волості мешкало 2405 осіб, налічувалось 411 дворових господарств, існували 2 православні церкви, школа, 4 постоялих будинки, 3 лавки, 2 водяних і вітряний млин, крупорушка, відбувалось 3 ярмарки на рік.
За даними на 1893 рік у поселенні мешкало 3025 осіб (1644 чоловічої статі та 1481 — жіночої), налічувалось 476 дворових господарств.
За переписом 1897 року кількість мешканців зменшилась до 2804 осіб (1360 чоловічої статі та 1444 — жіночої), з яких 2693 — православної віри.